# 早瀬重希
早瀬 重希（はやせ しげき、1960年5月31日 - ）は日本のスタントマン、映画監督。テコンドー選手。アクションチームRAL'C 代表。
2020年WTテコンドー全日本オンライン大会・優勝、2021年WTアジアテコンドープムセオンライン大会・準優勝。

## 来歴
静岡市出身。「仮面ライダー」、「キイハンター」を見てアクションに興味を持つ。また、13歳の時に見た「燃えよドラゴン」に衝撃を受けブルース・リーに憧れる。
16歳の時に「倉田アクションクラブ」(あすなろアクション部)に所属。在籍中に数々のテーマパーク等でヒーローアクションショーの経験を積む。
22歳の時、TVドラマ「Gメン'82（香港編）」の撮影に参加。その後、JAC（現：JAE）のアクション監督が独立し設立した「アッシュ・アクションズ」に4年間インストラクターとして従事。
「Hard to Kill」「Battle in Hell」「The Golden Cops Come From China」「Tokyo Raiders」「A Book of Heroes」などの映画に出演
2000年にアクションチーム RAL’C （ラルク）を設立し映画・テレビ・ミュージックビデオ等に携わっている。アクションの作風は「立体的に構成する事を心掛けている」という。

## スタッフ参加

### テレビドラマ
千葉テレビ
- 鳳神ヤツルギ 1 （2011年） - アクション監督
- 鳳神ヤツルギ 2 （2012年） - アクション監督
- 鳳神ヤツルギ 3 （2013年） - アクション監督
- 鳳神ヤツルギ 6 （2016年） - アクション監督
- 超電光スパークルZ （2016年） - アクション監督
- 超電光スパークルZ アサリ姫伝説 （2016年） - アクション監督
- 鳳神ヤツルギ 7 （2017年） - アクション監督
- 自販騎士ヒラノグレート（2017年） - アクション監督
- 絶対帰還カエルーン1（2017年） - アクション監督
- 絶対帰還カエルーン2（2018年） - アクション監督
- 救命戦士シェルブレイブ1（2018年） - アクション監督
- 救命戦士シェルブレイブ2（2018年） - アクション監督
- 鳳神ヤツルギ 8 （2018年） - アクション監督
- 鳴門秘帖 （2018年）（第8話、第10話） - 殺陣補助
- 天目危機 （2018）（中国ネットドラマ 日本ロケ） - アクション指導
- トレジャーズB（2022） - アクション監督・監督
- 少年のアビス（2022） - アクション指導
- わたしの夫は-あの娘の恋人（2023） - アクション指導

### 映画
- 鳳神ヤツルギ 木更津超熱戦 燃えあがれヤツルギ魂（2014年） - アクション監督
- DRAGON BLACK（2015年） - アクション監督
- 日本ローカルヒーロー大決戦（2015） - アクション監督[2]
- 鼻目玉幸太郎の恋（2015年） - アクション監督
- 白兵奇襲隊コンバットキャッツ （2017年） - アクション監督
- ヒーローズユナイト （2018） - アクション監督
- 翔んで埼玉 （2019） - アクション指導
- メグ♡ライオン（2020） - アクション監督[3]
- 遊星王子2021（2021） - アクション指導
- 近江商人、走る！（2022） - アクション指導

### DVD
- ターミネーター斬KILL（2008） - アクション監督
- 隠密くノ一列伝 秘められた女忍び （2009） - アクション監督
- 隠密くノ一列伝 的中突破！伊賀女忍者（2009） - アクション監督
- 女囚監獄CASE真里亜 （2012） - アクション監督
- 本当はエロいグリム童話 RED  SWORD （2012） - アクション監督
- 女子高生暴力教室 牝蜂の復讐（2012） - アクション監督
- 女子高生暴力教室（2012） - アクション監督
- 他多数

### MV
- My Fate（アイドリング!!! ) - アクション監督

## 出演

### テレビドラマ
- ピンキーパンチ大逆転 （1982年）
- Gメン'82（香港編）（1982年）
- 愛しあってるかい！（1989年)
- あいつがトラブル（1990年)
- 聖龍伝説（1996年) - スタント・吹替

### 映画
- A Book Of Heroes （1986年）
- 至尊特警 HARD TO KILL （1992年）
- 鬼域的故事 Battle in Hell （1992年）
- 黃金部隊 The Golden Cops Come From China（1998年）
- 東京攻略 TOKYO RAIDERS（2000年）

## 著作
- アクション・バイブル（2002年）ISBN 978-4-8373-0655-9